# Mike Summerbee
Mike Summerbee (ur. 15 grudnia 1942 w Preston) – angielski piłkarz i trener, grający podczas kariery na pozycji napastnika.

## Kariera klubowa
Profesjonalną karierę Mike Summerbee rozpoczął w trzecioligowym Swindon Town w 1959. W 1963 awansował ze Swindon do drugiej ligi. W 1965 przeszedł do drugoligowego Manchesteru City za sumę 35000 funtów. W następnym roku awansował do First Division. Z Manchesterem City zdobył mistrzostwo Anglii w 1968, Puchar Anglii w 1969 i Puchar Ligi Angielskiej w 1970. Na arenie międzynarodowej zdobył Puchar Zdobywców Pucharów w 1970 (Summerbee nie wystąpił w finale z Górnikiem Zabrze). W 1975 odszedł do Burnley, z którym w 1976 spadł do Second Division. W 1977 Summerbee miał krótki epizod w drugoligowym Blackpool, po czym odszedł do czwartoligowego Stockport County, w którym w 1979 zakończył karierę.
| Sezon   | Klub                  | Kraj   | Rozgrywki       | Mecze | Bramki |
| ------- | --------------------- | ------ | --------------- | ----- | ------ |
| 1959/60 | Swindon Town F.C.     | Anglia | Third Division  | 15    | 1      |
| 1960/61 | Swindon Town F.C.     | Anglia | Third Division  | 45    | 8      |
| 1961/62 | Swindon Town F.C.     | Anglia | Third Division  | 43    | 4      |
| 1962/63 | Swindon Town F.C.     | Anglia | Third Division  | 37    | 6      |
| 1963/64 | Swindon Town F.C.     | Anglia | Second Division | 37    | 7      |
| 1964/65 | Swindon Town F.C.     | Anglia | Second Division | 34    | 13     |
| 1965/66 | Manchester City F.C.  | Anglia | Second Division | 42    | 8      |
| 1966/67 | Manchester City F.C.  | Anglia | First Division  | 32    | 4      |
| 1967/68 | Manchester City F.C.  | Anglia | First Division  | 41    | 14     |
| 1968/69 | Manchester City F.C.  | Anglia | First Division  | 39    | 6      |
| 1969/70 | Manchester City F.C.  | Anglia | First Division  | 33    | 3      |
| 1970/71 | Manchester City F.C.  | Anglia | First Division  | 26    | 4      |
| 1971/72 | Manchester City F.C.  | Anglia | First Division  | 40    | 3      |
| 1972/73 | Manchester City F.C.  | Anglia | First Division  | 38    | 2      |
| 1973/74 | Manchester City F.C.  | Anglia | First Division  | 39    | 1      |
| 1974/75 | Manchester City F.C.  | Anglia | First Division  | 27    | 2      |
| 1975/76 | Burnley F.C.          | Anglia | First Division  | 39    | 0      |
| 1976/77 | Burnley F.C.          | Anglia | Second Division | 12    | 0      |
| 1976/77 | Blackpool F.C.        | Anglia | Second Division | 3     | 0      |
| 1977/78 | Stockport County F.C. | Anglia | Fourth Division | 42    | 4      |
| 1978/79 | Stockport County F.C. | Anglia | Fourth Division | 33    | 1      |
| 1979/80 | Stockport County F.C. | Anglia | Fourth Division | 12    | 1      |

## Kariera reprezentacyjna
W reprezentacji Summerbee zadebiutował 24 lutego 1968 w zremisowanym 1-1 meczu eliminacji Euro 68 ze Szkocją. W kilka miesięcy później został powołany do kadry Anglii na Mistrzostwa Europy 1968, na którym Anglia wywalczyła brązowy medal. Ostatni raz w reprezentacji wystąpił 10 czerwca 1973 w wygranym 2-1 towarzyskim meczu z ZSRR. Ogółem w latach 1968-1973 rozegrał w reprezentacji 8 meczów, w których zdobył bramkę.
| Mecze i gole w reprezentacji | Mecze i gole w reprezentacji | Mecze i gole w reprezentacji | Mecze i gole w reprezentacji | Mecze i gole w reprezentacji | Mecze i gole w reprezentacji | Mecze i gole w reprezentacji |
| #                            | Data                         | Miasto                       | Przeciwnik                   | Gol                          | Wynik                        | Rozgrywki                    |
| ---------------------------- | ---------------------------- | ---------------------------- | ---------------------------- | ---------------------------- | ---------------------------- | ---------------------------- |
| 1.                           | 24.02.1968                   | Glasgow                      | Szkocja                      |                              | 1:1                          | el. ME                       |
| 2.                           | 03.04.1968                   | Londyn                       | Hiszpania                    |                              | 1:0                          | el. ME                       |
| 3.                           | 01.06.1968                   | Hanower                      | RFN                          |                              | 0:1                          | towarzyski                   |
| 4.                           | 10.11.1971                   | Londyn                       | Szwajcaria                   | Gol                          | 1:1                          | el. ME                       |
| 5.                           | 13.05.1972                   | Berlin                       | RFN                          |                              | 0:0                          | el. ME                       |
| 6.                           | 20.05.1972                   | Cardiff                      | Walia                        |                              | 3:0                          | towarzyski                   |
| 7.                           | 23.05.1972                   | Londyn                       | Irlandia Północna            |                              | 0:1                          | towarzyski                   |
| 8.                           | 10.06.1973                   | Moskwa                       | ZSRR                         |                              | 2:1                          | towarzyski                   |

## Kariera trenerska
Tuż przed zakończeniem kariery piłkarskiej Summerbee był grającym trenerem Stockport County F.C.